# 11e étape du Tour de France 1971
 (avril 2018).
Si vous disposez d'ouvrages ou d'articles de référence ou si vous connaissez des sites web de qualité traitant du thème abordé ici, merci de compléter l'article en donnant les références utiles à sa vérifiabilité et en les liant à la section « Notes et références ».
Pour un article plus général, voir Tour de France 1971.
La 11e étape du Tour de France 1971 s'est déroulée le 8 juillet 1971 entre Grenoble et Orcières Merlette 1850. Elle est remportée par Luis Ocana qui endosse pour la première fois de sa carrière le maillot jaune.

## Classement de l'étape
| Classement de la 11e étape | Classement de la 11e étape | Classement de la 11e étape | Classement de la 11e étape | Classement de la 11e étape |
|                            | Coureur                    | Pays                       | Équipe                     | Temps                      |
| -------------------------- | -------------------------- | -------------------------- | -------------------------- | -------------------------- |
| 1er                        | Luis Ocana                 | ESP                        | Bic                        | en 4 h 2 min 49 s          |
| 2e                         | Lucien Van Impe            | BEL                        | Sonolor-Lejeune            | + 5 min 52 s               |
| 3e                         | Eddy Merckx                | BEL                        | Molteni                    | + 8 min 42 s               |
| 4e                         | Joop Zoetemelk             | NED                        | Mars-Flandria              | m.t.                       |
| 5e                         | Gösta Pettersson           | SWE                        | Ferretti                   | m.t.                       |
| 6e                         | Bernard Thevenet           | FRA                        | Peugeot-BP-Michelin        | m.t.                       |
| 7e                         | Bernard Labourdette        | FRA                        | Bic                        | m.t.                       |
| 8e                         | Cyrille Guimard            | FRA                        | Fagor-Mercier              | + 8 min 46 s               |
| 9e                         | Tomas Pettersson           | SWE                        | Ferretti                   | m.t.                       |
| 10e                        | Joaquim Agostinho          | POR                        | Hoover-De Gribaldy         | + 8 min 50 s               |
| modifier                   |                            |                            |                            |                            |

## Classement général
| Classement général à la 11e étape | Classement général à la 11e étape | Classement général à la 11e étape | Classement général à la 11e étape | Classement général à la 11e étape |
|                                   | Coureur                           | Pays                              | Équipe                            | Temps                             |
| --------------------------------- | --------------------------------- | --------------------------------- | --------------------------------- | --------------------------------- |
| 1er                               | Luis Ocana                        | ESP                               | Bic                               | en 58 h 33 min 0 s                |
| 2e                                | Joop Zoetemelk                    | NED                               | Mars-Flandria                     | + 8 min 43 s                      |
| 3e                                | Lucien Van Impe                   | BEL                               | Sonolor-Lejeune                   | + 9 min 20 s                      |
| modifier                          |                                   |                                   |                                   |                                   |